# Pirkka-Pekka Petelius
Pirkka-Pekka Petelius (Tornio, 1953. május 31. –) finn színész, forgatókönyvíró és énekes. A népszerűseget a Velipuolikuu humoros rádióműsor hozta meg számára. Timon finn szinkronhangja volt az Oroszlánkirály című rajzfilmben.

## Filmográfia

### Televíziós sorozatok
- Velipuolikuu (1983–1984)
- Mutapainin ystävät (1984–1985)
- Tabu (1986–1987)
- Oudot Jutut
- Hymyhuulet (1987–1988)
- Neurovisio (1988–1989)
- Hui Helinää, Hei Hulinaa (1988–1989)
- Pulttibois (1989–1991)
- Manitbois (1992)
- Viihdeohjelma Tukholma (1993)
- Salli mun nauraa (1993)
- Hra 47 esittää (1994)
- Huijarinainen (1994)
- Akkaa päälle (1994–1996 és 2006)
- Hömppäveikot (1996)
- Ruonansuu & Petelius Co (1997)
- Nortia (1996)
- Team Ahma (1998)
- Kaverille ei jätetä (1999–2003)
- Korkeajännitystä (2001)
- Ou Nou! (2001)
- Handu pumpulla (2005)
- 6pack (2008)

### Filmek
- Manillaköysi (1975)
- Hääyö myytävänä (1979)
- Pölhölä (1981)
- Kuningas, jolla ei ollut sydäntä (1982)
- Jon (1983)
- Calamari Union (1985)
- Tuntematon sotilas (1985)
- Huomenna (1986)
- Linna (1986)
- V.Y. Vihdoinkin yhdessä (1986)
- Hamlet liikemaailmassa (1987)
- Onks' Viljoo näkyny? (1988)
- Rampe & Naukkis (1990)
- Uunon huikeat poikamiesvuodet maaseudulla (1990)
- Uuno Turhapuro – herra Helsingin herra (1991)
- Pilkkuja ja pikkuhousuja (1992)
- Anita (1994)
- Leijonakuningas (Oroszlánkirály, Timon finn hangja) (1994)
- Isältä pojalle (1996)
- Lahja (1997)
- Sokkotanssi (1999)
- Lapin kullan kimallus (1999)
- Klassikko (2001)
- Drakarna över Helsingfors (2001)
- Ranuan kummit (2003)
- Levottomat 3 (2004)
- Sellaista elämä on (2005)
- Härmä (2012)
- Mieletön elokuu (2013)
- Kätilö (2015)

## Diszkográfia
- Muistan sua Elaine (1984)
- Pimpparauta (1985)

## Fordítás
- Ez a szócikk részben vagy egészben  a   Pirkka-Pekka Petelius című angol Wikipédia-szócikk fordításán alapul.  Az eredeti cikk szerkesztőit annak laptörténete sorolja fel. Ez a jelzés csupán a megfogalmazás eredetét és a szerzői jogokat jelzi, nem szolgál a cikkben szereplő információk forrásmegjelöléseként.